# Monarque iphis
Pomarea iphis
Espèce
Synonymes
- Pomarea iphis iphis[1]

Statut de conservation UICN

 CR B1ab(iii) : 
En danger critique
Le Monarque Iphis ou Pomarea iphis est une espèce de passereaux de la famille des Monarchidae, endémique des îles Marquises, en Polynésie française. C'est une espèce en danger critique d'extinction depuis 2017 dont l'habitat actuel est limité à l'île Ua Huka.

## Répartition
Le Monarque Iphis se trouve dans les îles Marquises en Polynésie française dans l'océan Pacifique et est limité à l'île d'Ua Huka. En 1998, une étude ornithologique estimait qu'environ 500 à 1 200 couples vivaient à Ua Huka. Cela correspond à une densité moyenne de 2-5 couples/ha. Sa population est stable avec un nombre estimé entre 1000 et 2499 individus matures. Il est probablement éteint sur l'île d'Eiao.

## Habitat
Sur l'île Ua Huka, composée d'environ 30% de forêt, des oiseaux nicheurs ont été trouvés entre 30 m et 650 m dans toutes les forêts humides de basse et moyenne altitude au sud et également dans la forêt sèche de basse altitude, qui contient des Pisonia grandis sur la côte est. Il se nourrit essentiellement d'insectes dans les broussailles denses.

## Statut
Le Monarque iphis a une aire de répartition extrêmement petite et son habitat est considéré comme en déclin en raison de l'agriculture, du feu, du pâturage et de l'exploitation forestière. La dégradation de l'habitat par les cyclones tropicaux est une cause mineure de préoccupation. Des prédateurs tels que le chat haret, la fourmi folle jaune et la fourmi de Singapour sont aussi une des causes de cette baisse de population. Pour ces raisons, il est classé dans la catégorie En danger critique d'extinction depuis 2017. Son précédent statut d'espèce Vulnérable datait de 2006.

Des mesures de conservation sont en cours. L'une d'entre elles concerne le piégeage du rat noir qui n'est pas présent sur l'île jusqu'à maintenant mais il représente la cause d'extinction d'autres espèces.